# Desinić
Desinić es un municipio de Croacia en el condado de Krapina-Zagorje.

## Geografía
Se encuentra a una altitud de 197 m s. n. m. a 65,6 km de la capital nacional, Zagreb.

## Demografía
En el censo 2011, el total de población del municipio fue de 2 915 habitantes, distribuidos en las siguientes localidades:
- Desinić - 365
- Desinić Gora - 123
- Donji Jalšovec - 70
- Donji Zbilj - 132
- Dubravica Desinićka - 36
- Gaber - 106
- Gora Košnička - 101
- Gornji Jalšovec - 62
- Gornji Zbilj -59
- Gostenje - 88
- Grohot - 21
- Hum Košnički - 78
- Ivanić Desinićki - 438
- Ivanić Košnički - 23
- Jazbina - 34
- Jelenjak - 101
- Klanječno - 41
- Košnica - 98
- Nebojse - 79
- Osredek Desinićki - 41
- Ravnice Desinićke - 158
- Stara Ves Košnička - 16
- Šimunci - 98
- Škalić Zagorski - 22
- Trnovec Desinićki - 114
- Turnišće Desinićko - 115
- Turnovo - 27
- Velika Horvatska - 269